# Rodna jednakost na Kosovu i Metohiji

Prema rodnoj jednakosti ne bi trebalo da postoji diskriminacija, predrasude između polova zbog fizičke različitosti, mentalne sposobnosti su jednake kod muškaraca i žena.
"Rodna ravnopravnost pretpostavlja da jednom društvu, zajednici ili organizaciji postoje jednake mogućnosti za žene, muškarce i osobe drugačijih rodnih identiteta da doprinesu kulturnom, političkom, ekonomskom i socijalnom napretku, kao i da imaju jednake mogućnosti da uživaju sve koristi i dobrobiti od napretka jedne zajednice". (definicija SZO)

## Problemi i izazovi
Ekonomska nejednakost pojačava druge nejednakosti, danas je jako zastupljena na Kosovu kao u svim zajednicama što između ostalog uključuje i nejednakosti u oblasti ženskog zdravlja, gde samo mali broj žena može kontrolisati svoju reproduktivnost, postati deo plaćene radne snage i steći ekonomsku moć.
"Nejednakost u zemljama danas nije samo pitanje onih koji imaju i onih koji nemaju. Nejednakost je sve više i pitanje onih koji mogu i onih koji ne mogu. Siromašne žene koje ne raspolažu sredstvima za donošenje vlastitih odluka o veličini porodice ili su lošeg zdravstvenog stanja zbog neadekvatnog reproduktivnog zdravlja čine većinu među onima koji ne mogu", kazala je izvršna direktorica UNFPA-e Natalia Kanem.
Prema podacima u svetu saznajemo o ne planiranju porodice desi se 89 miliona neželjenih trudnoća i 48 miliona abortusa godišnje u zemljama u razvoju. To ne samo da ugrožava zdravlje žena već im i ograničava mogućnosti da se zaposle ili zadrže posao i tako napreduju ka finansijskoj nezavisnosti.

## Vrste rodne nejednakosti
- Politička nejednakost
- Ekonomska nejednakost
- Kulturno-obrazovana nejednakost

U modernom svetu i dalje je prisutna rodna nejednakost i ako je odavno prestalo patrijahalno doba. Rodna nejednakost u razvijenim zemljama je manje prisutna dok je u nerazvijenim zemljama jako prisutna.

### Politička nejednakost
Prema istraživanjima Umnika iz 2014 god. zaključili smo da su žene uključene u političkom sistemu oko 30% učešća dok su muškarci znatno više zastupljeni oko 70% i dalje je prisutna rodna nejednakost ali u manjoj meri.

## Unapređivanje rodne ravnopravnosti
"Zemlje koje žele rješavati pitanje ekonomske nejednakosti mogu početi tako što će rješavati druge nejednakosti, npr., u oblasti reproduktivnog zdravlja i reproduktivnih prava, te rušiti društvene, institucionalne i druge prepreke koje ženama onemogućuju da ostvare svoj puni potencijal", kaže Kanem.
Program održivog razvoja do 2030. "predviđa bolju budućnost u kojoj ćemo kolektivno rušiti barijere i ispravljati razlike. Cilj treba biti smanjenje svih nejednakosti. Neki od najsnažnijih doprinosa mogu nastati kao rezultat ostvarivanja (...) reproduktivnih prava žena", navodi se u izvještaju.
Gender (rodno) osjetljivi budžet je budžet koji u sebi identifikuje i podržava potrebe i interese svih svojih građana i građanki. Od izrade takvog budžeta koristi bi imali svi ne samo žene i u njegovoj izradi takođe bi kao partneri trebalo da učestvuju svi subjekti. Važan partner u izradi takvog budžeta bi bile upravo žene, koje su najkompetentnije da daju određene odgovore o svojim pravima, obavezama i interesima kao i da identifikuju probleme s kojima se su sreću u raznim segmentima društvenog života. Naravno, pri tome treba voditi računa da se u ceo proces uključe žene iz različitih marginalizovanih grupa (žene sa invaliditetom, Romkinje i slično)
Izvor: Agencije

## Razbijanje stereotipa
- Žene moraju biti u kući da brinu u porodici
- Žene nemaju pravo da se obrazuju
- Žene se odriču svog nasledstva
- Muškarci moraju da zarađuju za porodicu
- Muškarci su glava porodice
- Muškarci se bave fizickim radom

## Rodna ravnopravnost na Kosovu
Učešće obuhvata dve mere: stopu ekvivalenta punog radnog vremena i trajanje radnog veka. Stopa ekvivalenta punog radnog vremena se meri procentom stanovništva od 15 i više godina starosti koji su u radnom odnosu sa punim radnim vremenom. Na Kosovu, ovi podaci se prikupljaju od strane ASK-a preko njene godišnje Ankete o radnoj snazi (ARS), koja prikuplja podatke za osobe u istim starosnim grupama. U najnovijoj anketi, Anketa o radnoj snazi rezultati za Kosovo 2015, puno radno vreme među radno sposobnim stanovništvom je bilo 11,3% za žene i 38,7% za muškarce. 7 Anketa takođe prikuplja informacije u vezi sa nepunim radnim vremenom i brojem radnih sati prema polu. Stoga, podaci ARS-a se mogu koristiti za izračunavanje ekvivalentnog punog radnog vremena. Druga mera, trajanje radnog veka za sada očigledno nije dostupna na Kosovu. Međutim, verovatno se može izračunati sa postojećim podacima, koristeći isti model verovatnoće korišćen od strane Eurostata, koji se oslanja na demografske podatke i podatke o tržištu rada.
Od porodičnog nasilja i seksualnog uznemiravanja preko dečijih brakova i visok stepen diskriminacije u pogledu zapošljavanja i imovinskih prava, sve do seksizma u javnom-privatnom sektoru rodna ravnopravnost je pitanje koje iskazuje svu pažnju na Kosovu. Mus+škarci i dalje dominiraju u pozicijama kojima se donose  odluke kako u vladi tako i u opštinama, žene su držale  samo 5,2% liderski položaj u vladi. Zakon o rodnoj ravnopravnosti usvojeni su iste godine kako bi se dosegla minimlna zastupljenost od 50% za svaki  pol uključujući i upravljačko telo i tela koja donose odluke. Međutim birački spiskovi tri glavne političke grupacije na ovogodišnjim izborima obuhvataju maksimum 33 žena od ukupno 110 kandidata za poslanike. "Više od 75% žena vodi se kao ekonomski pasivno"

## Ograničenja analize
Članak je duboko orjentisan na analizu albanskog društva na Kosovu i Metohiji. Srpska zajednica sa obzirom na drugačije socijalno, ekonomske i političke uslove u kojima živi nije obuhvaćena ovim stavovima.  